# Vozera Belaje (sjö i Belarus, lat 56,05, long 28,33)
Vozera Belaje (ryska: Озеро Белое, belarusiska: Возера Белае) är en sjö i Belarus. Den ligger i den norra delen av landet, 240 km norr om huvudstaden Minsk. Vozera Belaje ligger 122 meter över havet. Arean är 5,3 kvadratkilometer. Den sträcker sig 2,9 kilometer i nord-sydlig riktning, och 2,8 kilometer i öst-västlig riktning.
I omgivningarna runt Vozera Belaje växer i huvudsak blandskog. Runt Vozera Belaje är det glesbefolkat, med 11 invånare per kvadratkilometer.